# Stroudia simplicissima
Stroudia simplicissima är en stekelart som beskrevs av Giordani Soika 1976. Stroudia simplicissima ingår i släktet Stroudia och familjen Eumenidae. Inga underarter finns listade i Catalogue of Life.